# 1-а Чаплигіна
1-а Чаплигіна (рос. 1-я Чаплыгина) — присілок в Фатезькому районі Курської області Російської Федерації.
Населення становить 159 осіб. Входить до складу муніципального утворення Русановська сільрада.

## Історія
Населений пункт розташований на території українського етнічного та культурного краю Східна Слобожанщина.
Від 2004 року входить до складу муніципального утворення Русановська сільрада.

## Населення
| 1979 | 2002 | 2010 |
| ---- | ---- | ---- |
| 215  | ↘181 | ↘159 |